# Еволюція статевого розмноження
Еволюція статевого розмноження описує, як тварини, рослини, гриби та протисти, що розмножуються статевим шляхом, могли розвитись від загального предка — одноклітинного еукаріотичного виду. Є кілька видів, які вторинно втратили здатність до статевого розмноження, такі як Bdelloidea, а також деякі рослини та тварини, які регулярно відтворюються нестатевим шляхом (наприклад, партеногенезом) без повної втрати статі. Вчення про еволюцію статі та статевого розмноження складається з двох тем: походження та підтримки.
Походження статевого розмноження у прокаріотів почалось 2 млрд років тому. Бактерії почали обмінюватися ділянками нуклеїнових кислот через процеси кон'югації, трансформації та трансдукції. Вважається, що еукаріоти наслідували його у Останнього Спільного еукаріотичного предка (Last Common Eukaryotic Ancestor — LECA) через кілька процесів з різним успіхом.
Оскільки гіпотези про походження статі важко перевірити експериментально, найбільш актуальні роботи зосереджені на темі підтримки статевого розмноження. Підтримка цього типу розмноження давно є однією з найважливіших таємниць біології, якщо врахувати те, що 50 % організмів, які утворюються цим шляхом не здатні самостійно відтворювати нових нащадків.
Життєздатність нащадків, що з'являються у процесі статевого розмноження значно більша, так як при ньому відбувається рекомбінація: батьківські генотипи реорганізуються, і частини їх генотипів розподіляються у потомстві. Це на відміну від нестатевого розмноження, де новоутворені організми є ідентичними до батьківських. Рекомбінація забезпечує два механізми стійкості до помилок на молекулярному рівні: рекомібінаційне відновлення ДНК (що відбувається під час мейозу, коли гомологічні хромосоми спаровуються) та комплементація (також відома як маскування мутацій).

## Недоліки статі та статевого розмноження

### Розширення популяції та стать
Популяція, що розмножується нестатевим шляхом росте швидше з кожним поколінням. Це пояснюється на прикладі. Припустімо, що вся популяція складається зі 100 організмів обох статей (50:50 жіночі та чоловічі організми), і тільки жінки цього виду здатні відтворювати потомство. Якби усі члени цієї популяції відтворили нащадка один раз, то нащадків загалом було б 50. На противагу нестатева популяція, де всі 100 особин здатні відтворити потомство, відтворила б 100 нащадків. Цю ідею іноді називають двократною вартістю статевого розмноження. Математично вона вперше була описана Джоном Мейнардом Смітом.
Але технічно проблема полягає не у статевому розмноженні як такому, а в наявності членів популяції, що не здатні відтворювати потомство. Існують багатоклітинні організми, які розмножуються статево, але усі члени виду здатні відтворювати потомство. Тобто основний недолік полягає у тому, що чоловіки вкладають у нащадків лише гени, а жінки витрачають половину свого репродуктивного потенціалу на потомство.

### Егоїстичні цитоплазматичні гени
Статеве розмноження передбачає, що хромосоми та алелі сегрегують та рекомбінуються у кожному поколінні, але не всі гени передаються до потомства. Існує ймовірність поширення організмів з мутаціями, які розповсюджуються за рахунок «відкидання» немутантних генів. Тому ці мутації називаються егоїстичними. Через їх виникнення та розповсюдження нащадки, що з'явились через статеве розмноження можуть бути менш життєздатними.

## Нюанси успадкування при статевому розмноженні
Організми, які розмножуються статевим шляхом, передають 50 % власного генетичного матеріалу кожному нащадку з потомства. Це є наслідком того, що гамети від видів з різною статтю є гаплоїдними. Це не стосується всіх різностатевих організмів. Наприклад, дріжджі є ізогамними організмами, які зливаються, забезпечуючи умови для рекомбінації своїх гаплоїдних геномів. Обидві статі розмножуються під час гаплоїдних та диплоїдних стадій свого життєвого циклу та мають 100%-й шанс передати свої гени нащадкам.

## Переваги статевого розмноження
Концепція статі включає два фундаментальних явища: статевий процес (злиття гамет двох особин) та статева диференціація (поділ цієї інформації на дві частини). Статевий процес та статева диференціація є різними явищами: перше створює та збільшує різноманіття генотипів, а друге скорочує його вдвічі.
Репродуктивні переваги нестатевих форм розмноження полягають у кількості потомства, а переваги гермафродитизму — у різноманітті. Головне питання полягає у тому, щоб визначити переваги, які дає статева диференціація, тобто переваги двох окремих статей у порівнянні з гермафродитами. Оскільки статеве розмноження не пов'язане з репродуктивними перевагами, повинні існувати деякі інші.
Для еволюційного процесу статеве розмноження має декілька переваг у генетичному плані:
1. Поєднує в одному нащадку дві корисні мутації (засіб поширення сприятливих рис).
2. Об'єднує шкідливі на даний час мутації у непристосованих нащадків, які потім виключаються з популяції (видалення шкідливих генів)
3. Створює нові комбінації генів, які можуть бути більш придатними, ніж ті, що існували раніше
Стать може бути способом, за допомогою якого створюються нові генотипи. Оскільки статевий тип розмноження поєднує гени двох осіб, у популяції можуть легше поєднувати вигідні гени, ніж нестатеві популяції. Якщо у різностатевій популяції виникають два різні алелі у різних локусах хромосоми. Хромосома, що містить два вигідні алелі, може бути вироблена протягом деяких поколінь шляхом рекомбінації. У популяції, особини якої розмножуються нестатевим шляхом, хромосоми теж здатні поєднувати у собі ті ж самі мутації. Але на виникнення мутації безпосередньо піде набагато більше часу.

## Еволюційна теорія статі Геодакяна
Геодакян припустив, що статевий диморфізм передбачає розбиття фенотипів щонайменше на два функціональні типи: жіночий (виник завдяки збереженню корисних особливостей виду) та чоловічий (виник за найбільш змінних умов). Передбачається, що чоловіча стать є «експериментальною» частиною виду, що дозволяє йому розширити екологічну нішу та мати альтернативні конфігурації. Ця теорія підкреслює більш високу мінливість та смертність чоловіків у порівнянні з жінками.

## Швидкість еволюції
Ілан Ешель припустив, що стать запобігає пришвидшенню еволюції. Він припустив, що рекомбінація розриває сприятливі комбінації генів частіше, ніж створює. А поділ на статі підтримується завдяки тому, що він забезпечує довгостроковий відбір (на відміну від нестатевих популяцій, які постійно переживають короткострокові зміни). Це пояснення не прийнято в широких наукових кругах, оскільки є дуже обмежувальним.

## Походження статевого розмноження
Статевим шляхом можуть розмножуватись не тільки рослини і тварини, але й гриби та протисти. Завдяки викопним еукаріотам було визначено, що статеве розмноження виникло близько 1,2 млрд років тому у Протерозойському Еоні. Ймовірно, що статева еволюція була невід'ємною частиною еволюції еукаріотів.

### Диплоїдність
Організми повинні відтворювати свій генетичний матеріал ефективним та надійним способом. Необхідність виправлення генетичних пошкоджень є одним з провідних факторів, що пояснюють виникнення статевого розмноження. Пошкоджені ділянки ДНК у диплоїдних організмів відновлюються за допомогою рекомбінації. Якщо у клітині є дві копії гена, і одна з них пошкоджена, імовірність того, що інша копія буде пошкоджена у тому ж сайті дуже мала. Шкідлива мутація у гаплоїдному організмі, швидше за все, стає фіксованою, оскільки механізми відновлення послідовності не матиме джерела, за яким можна буде відтворити пошкоджений ланцюг.

### Мейоз
В еукаріотичній еволюції статеве розмноження з'явилось рано, однак ознаки мейозу були присутні вже у прокаріотичних предків. У існуючих організмів білки з центральними функціями у мейозі подібні до ключових трансформаційних білків у бактерій та транспорту ДНК в археях. Наприклад, рекомбіназа recA, яка каталізує ключові функції пошуку гомології ДНК та обмін ланцюгами в бактеріальному статевому процесі, має ортологи в еукаріотів, які виконують подібні функції в мейотичній рекомбінації.
Природні трансформації у бактерій, транспорт ДНК в архей та мейоз в еукаріотів викликані стресовими обставинами, такими як перенаселення, виснаження ресурсів та пошкодження ДНК. Це говорить про те, що статеве розмноження є адаптацією до стресових умов, особливо таких, що викликають пошкодження ДНК. У бактерій такі стреси індукують змінний фізіологічний стан, що називається компетентністю. Цей стан полягає у інтеграції ДНК донорної бактерії в геном реципієнта для рекомбінаційного «ремонту» пошкодженої ДНК реципієнта.

### Паразитичні ДНК-елементи
Одна з теорій пропонує роздивитись, як статеве розмноження може бути пов'язане з паразитичними генетичними елементами, які обмінюються генетичним матеріалом (тобто копіями власного геному) для його поширення. У деяких організмів (наприклад, дріжджі, нитчасті гриби) показано, що статеве розмноження посилює поширення паразитарних генетичних елементів.
Бактеріальна кон'югація є формою генетичного обміну, яку деякі джерела називають «статю», але технічно це не форма відтворення, навіть якщо вона є формою горизонтального переносу генів. Тим не менш, вона підтримує теорію «егоїстичного гена», оскільки сам ген поширюється через плазміду.

### Часткове хижацтво
Ця теорія полягає у тому, що стать розвинулась як форма канібалізму: один примітивний організм поїдав інший, але замість повного його перетравлення запозичив частину ДНК для власного геному.

### Вакцинацієподібний процес
Комплексна теорія, що називається «вакцинаційним походженням статі», передбачає, що стать-сингамія еукаріотів виникла зі статевої інфекції прокаріотів, коли інфіковані господарі почали обмінюватись ядерними геномами.

### Походження на основі вірусоподібної РНК
У гіпотетичному РНК-світі, який передував клітинним формам життя, можливо, були присутні зачатки статі. Одне з запропонованих походжень статі в РНК-світі було засноване на типі статевої взаємодії, що, як відомо, відбувається у збережених одноланцюгових РНК-вірусах (таких як вірус грипу) і у дволанцюгових сегментованих РНК-вірусах (таких як реовірус). Вплив на умови, що викликають пошкодження РНК, міг призвести до блокування реплікації та загибелі цих ранніх форм життя. Стать дозволила б поєднувати непошкоджені ділянки РНК двох організмів. Таке явище регенерації, відоме як множинна реактивація, відбувається у вірусу грипу та реовірусі.

### Вірусний еукаріогенез
Теорія вірусного еукаріогенезу передбачає, що еукаріотичні клітини виникли внаслідок комбінації лізогенного вірусу, археї та бактерії. Ця модель каже про те, що ядро виникло тоді, коли лізогенний вірус прийняв на себе генетичний матеріал археї та бактерії і взяв на себе роль збереження інформації. У процесі еволюції цитоплазми археальний господар передав більшу частину свого функціонального геному вірусу, але зберіг функцію трансляції генів та загального обміну речовин. Бактерія передала більшу частину свого функціонального геному вірусу та стала мітохондрією.
Для того, щоб ці перетворення призвели до еукаріотичного клітинного циклу, гіпотеза визначає вірус, подібний до віспи, як лізогенний вірус. Вірус, схожий на віспу, є вірогідним предком через його фундаментальну схожість з еукаріотичним ядром. Він включає в себе геном дволанцюгової ДНК, лінійну хромосому з короткими теломерними повторами, капсид з мембраною, здатний продукувати закриту мРНК і здатність експортувати закриту мРНК через вірусну мембрану в цитоплазму. Наявність предка лізогенного вірусу пояснює розвиток мейотичного поділу, що є важливим компонентом статевого розмноження.
Мейотичний поділ, згідно з теорією, виник через еволюційні тиски, що впливають на лізогенний вірус внаслідок його нездатності вступити в літичний цикл. Цей вибірковий тиск призвів до розвитку процесів, що дозволяють вірусам поширюватися горизонтально по всій популяції. Результатом цього відбору було злиття клітин. Це відрізняється від методів кон'югації, що використовуються бактеріальними плазмідами під еволюційним тиском, з важливими наслідками. Можливість такого роду злиття підтримується наявністю білків злиття в оболонках вірусів віспи. Теорія припускає, що мейоз походить від злиття двох клітин, інфікованих спорідненими, але різними вірусами, які визнавали одна одну як неінфіковані. Після злиття двох клітин, несумісність між двома вірусами призвела до поділу клітин способом, схожим на мітотичний.
Два віруси, створені в клітині, ініціюють реплікацію у відповідь на сигнали з клітини-господаря. Клітинний цикл, подібний до мітозу, продовжуватиметься до тих пір, поки вірусні мембрани не розчиняться, при цьому лінійні хромосоми будуть пов'язані з центромерами. Гомологічна природа двох вірусних центромер підштовхне групування обох наборів до тетрад. Припускають, що це групування може бути походженням перетину, характерним для першого поділу в сучасному мейозі. Розподільний апарат мітотично-подібного клітинного циклу, який використовуються для самостійної реплікації, потім витягує кожен набір хромосом на одну сторону клітини, все ще пов'язану центромерами. Процес, що виникає внаслідок поєднання двох подібних вірусів віспи в межах одного господаря, дуже імітує мейоз.

### Неомуранська революція
Альтернативна теорія, запропонована Томасом Кавальєром-Смітом, була названа революцією Неомурана. Позначення «Неомуранська революція» відноситься до спільних предків еукаріотів і архей. Кавалер-Сміт вважає, що перші неомурани виникли 850 мільйонів років тому. Інші молекулярні біологи вважають, що ця група з'явилася набагато раніше, але Кавалер-Сміт відкидає ці твердження, оскільки вони базуються на «теоретично і емпірично» нездоровій моделі молекулярних годин. Теорія Кавалер-Сміта про революцію Неомурана має сенс для еволюційної історії рекомбінації та статі. Теорія свідчить про те, що стать розвивалась у двох різних періодах, розділених великою кількістю часу. Археологічна продукція революції підтримувала рекомбінаційну техніку, яка була по суті бактеріальною, тоді як еукаріоти розривалися з безперервністю бактерій. Вони ввели цикли злиття клітин і плоїдності в історії життя клітин. Кавалер-Сміт стверджує, що еволюція статевого розмноження була мотивована подібними селективними силами: необхідність точної реплікації ДНК без втрати життєздатності.

## Список джерел
1. ↑  Ivica Letunic. iTOL: Interactive Tree Of Life. itol.embl.de (англ.). Архів оригіналу за 10 червня 2022. Процитовано 18 травня 2019.
2. ↑  Letunic, I.; Bork, P. (1 січня 2007). Interactive Tree Of Life (iTOL): an online tool for phylogenetic tree display and annotation. Bioinformatics (англ.). Т. 23, № 1. с. 127—128. doi:10.1093/bioinformatics/btl529. ISSN 1367-4803. Архів оригіналу за 29 липня 2017. Процитовано 18 травня 2019.
3. ↑  Letunic, Ivica; Bork, Peer (2011-7). Interactive Tree Of Life v2: online annotation and display of phylogenetic trees made easy. Nucleic Acids Research. Т. 39, № Web Server issue. с. W475—478. doi:10.1093/nar/gkr201. ISSN 1362-4962. PMC PMCPMC3125724. PMID 21470960. Архів оригіналу за 10 червня 2019. Процитовано 18 травня 2019. {{cite news}}: Перевірте значення |pmc= (довідка)
4. ↑  Maynard Smith, John, 1920-2004. (1978). The evolution of sex. Cambridge [England]: Cambridge University Press. ISBN 052121887X. OCLC 3413793.
5. 1 2  Stearns, S. C. (Stephen C.), 1946- (1987). The Evolution of sex and its consequences. Basel: Birkhäuser Verlag. ISBN 9783034862738. OCLC 681178359.
6. ↑  Stearns, S. C. (Stephen C.), 1946- (2005). Evolution : an introduction (вид. 2nd ed). Oxford [England]: Oxford University Press. ISBN 0199255636. OCLC 56964580.
7. ↑  Crow, James F. (1994). Advantages of sexual reproduction. Developmental Genetics. Т. 15, № 3. с. 205—213. doi:10.1002/dvg.1020150303. ISSN 0192-253X. Процитовано 20 травня 2019.
8. ↑  Trofimova, Irina (2015). Do Psychological Sex Differences Reflect Evolutionary Bisexual Partitioning?. The American Journal of Psychology. Т. 128, № 4. с. 485—514. ISSN 0002-9556. PMID 26721176. Архів оригіналу за 10 квітня 2019. Процитовано 20 травня 2019.
9. ↑  Birdsell, John A.; Wills, Christopher (2003). Macintyre, Ross J.; Clegg, Michael T. (ред.). The Evolutionary Origin and Maintenance of Sexual Recombination: A Review of Contemporary Models. Evolutionary Biology  (англ.). Boston, MA: Springer US. с. 27—138. doi:10.1007/978-1-4757-5190-1_2. ISBN 9781441933850.
10. ↑  Eshel, I.; Feldman, M. W. (1970-5). On the evolutionary effect of recombination. Theoretical Population Biology. Т. 1, № 1. с. 88—100. ISSN 0040-5809. PMID 5527627. Архів оригіналу за 6 квітня 2019. Процитовано 20 травня 2019.
11. ↑  Butterfield, Nicholas J. (2000-09). <0386:bpngns>2.0.co;2 Bangiomorpha pubescensn. gen., n. sp.: implications for the evolution of sex, multicellularity, and the Mesoproterozoic/Neoproterozoic radiation of eukaryotes. Paleobiology. Т. 26, № 3. с. 386—404. doi:10.1666/0094-8373(2000)026<0386:bpngns>2.0.co;2. ISSN 0094-8373. Процитовано 20 травня 2019.
12. ↑  Puura, Ivar. (1999). Biosüsteemide mälu teooria. Tartu: EPMÜ Zooloogia ja Botaanika Instituut. ISBN 9985908155. OCLC 43607516.
13. ↑  Hörandl, Elvira; Speijer, Dave (02 14, 2018). How oxygen gave rise to eukaryotic sex. Proceedings. Biological Sciences. Т. 285, № 1872. doi:10.1098/rspb.2017.2706. ISSN 1471-2954. PMC PMCPMC5829205. PMID 29436502. Архів оригіналу за 8 травня 2019. Процитовано 20 травня 2019. {{cite news}}: Перевірте значення |pmc= (довідка)
14. 1 2  Bernstein, H.; Byerly, H. C.; Hopf, F. A.; Michod, R. E. (5 жовтня 1984). Origin of sex. Journal of Theoretical Biology. Т. 110, № 3. с. 323—351. ISSN 0022-5193. PMID 6209512. Архів оригіналу за 13 червня 2019. Процитовано 20 травня 2019.
15. ↑  Bernstein, Harris; Bernstein, Carol (1 серпня 2010). Evolutionary Origin of Recombination during Meiosis. BioScience (англ.). Т. 60, № 7. с. 498—505. doi:10.1525/bio.2010.60.7.5. ISSN 1525-3244. Процитовано 20 травня 2019.
16. 1 2 3  Bernstein, Harris; Bernstei, Carol (11 вересня 2013). 3. Evolutionary Origin and Adaptive Function of Meiosis. Meiosis. InTech. ISBN 9789535111979.
17. ↑  Lodé, Thierry (17 січня 2012). Sex and the origin of genetic exchanges. Trends in Evolutionary Biology. Т. 4, № 1. с. 1. doi:10.4081/eb.2012.e1. ISSN 2036-265X. Архів оригіналу за 6 квітня 2019. Процитовано 20 травня 2019.
18. ↑  Witzany, Guenther, ред. (2017). Biocommunication of Archaea (англ.). Cham: Springer International Publishing. doi:10.1007/978-3-319-65536-9. ISBN 9783319655352.
19. ↑  Michod, R. E.; Wojciechowski, M. F.; Hoelzer, M. A. (1988-1). DNA repair and the evolution of transformation in the bacterium Bacillus subtilis. Genetics. Т. 118, № 1. с. 31—39. ISSN 0016-6731. PMC PMCPMC1203263. PMID 8608929. Архів оригіналу за 10 квітня 2019. Процитовано 20 травня 2019. {{cite news}}: Перевірте значення |pmc= (довідка)
20. ↑  Hickey, D. A. (1982-7). Selfish DNA: a sexually-transmitted nuclear parasite. Genetics. Т. 101, № 3-4. с. 519—531. ISSN 0016-6731. PMC PMCPMC1201875. PMID 6293914. Архів оригіналу за 7 квітня 2019. Процитовано 20 травня 2019. {{cite news}}: Перевірте значення |pmc= (довідка)
21. 1 2  Judson, Olivia. (2002). Dr. Tatiana's sex advice to all creation (вид. 1st ed). New York: Metropolitan Books. ISBN 0805063315. OCLC 48958346.
22. ↑  Sterrer, Wolfgang (21 червня 2002). On the origin of sex as vaccination. Journal of Theoretical Biology. Т. 216, № 4. с. 387—396. ISSN 0022-5193. PMID 12151256. Архів оригіналу за 12 квітня 2019. Процитовано 20 травня 2019.
23. ↑  Bell, P. J. (2001-9). Viral eukaryogenesis: was the ancestor of the nucleus a complex DNA virus?. Journal of Molecular Evolution. Т. 53, № 3. с. 251—256. doi:10.1007/s002390010215. ISSN 0022-2844. PMID 11523012. Архів оригіналу за 24 березня 2019. Процитовано 20 травня 2019.
24. 1 2 3  Bell, Philip John Livingstone (7 листопада 2006). Sex and the eukaryotic cell cycle is consistent with a viral ancestry for the eukaryotic nucleus. Journal of Theoretical Biology. Т. 243, № 1. с. 54—63. doi:10.1016/j.jtbi.2006.05.015. ISSN 0022-5193. PMID 16846615. Архів оригіналу за 7 квітня 2019. Процитовано 20 травня 2019.
25. ↑  Cavalier-Smith, Thomas (29 червня 2006). Cell evolution and Earth history: stasis and revolution. Philosophical Transactions of the Royal Society of London. Series B, Biological Sciences. Т. 361, № 1470. с. 969—1006. doi:10.1098/rstb.2006.1842. ISSN 0962-8436. PMC PMCPMC1578732. PMID 16754610. Архів оригіналу за 6 квітня 2019. Процитовано 20 травня 2019. {{cite news}}: Перевірте значення |pmc= (довідка)